# Populus szechuanica
Populus szechuanica är en videväxtart som beskrevs av Camillo Karl Schneider. Populus szechuanica ingår i släktet popplar, och familjen videväxter. Utöver nominatformen finns också underarten P. s. tibetica.